# Dactylolabis (Dactylolabis) hudsonica
Dactylolabis (Dactylolabis) hudsonica is een tweevleugelige uit de familie steltmuggen (Limoniidae). De soort komt voor in het Nearctisch gebied.